# Друштво школских библиотекара Србије
Друштво школских библиотекара Србије - ДШБС је добровољна, невладина и непрофитна организација, основана на неодређено време ради остваривања циљева у области школског библиотекарства и едукације; развијања писмености (читалачке, информационе, медијске), културе и знања као јавног интереса у систему образовања и васпитања; и стручног усавршавања просветних радника.
То је струковно удружење које окупља све библиотекаре основних, средњих, специјалних и приватних школа у циљу развијања свести о вредности рада школских библиотекара, доношењу нових циљева професионалног образовања и самообразовања, као и рада на промовисању улоге и значаја школских библиотека у новом реформисаном образовању (у складу са ИФЛА и УНЕСКО Смерницама и Манифестом).
Друштво је центар повезивања свих школских библиотекара Србије.

## Оснивање
Друштво је основано на Оснивачкој скупштини 9. јуна 2006. године, у Правно-пословној школи у Београду. 
Оснивачка скупштина окупила је библиотекаре из целе Србије. За првог председника Друштва изабрана је Славица Зарић, професор књижевности, библиотекар у Правно-пословној школи.
Библиотеке су дуго била места у која се склањају на било који начин неподобни, надомешћују изгубљене норме часова; у њима сваки дан ради други наставник, одговарајуће или неодговарајуће струке, коме недостају часови до пуне норме итд. То је био алармантан разлог за струковно удруживање и покушај да се занимању поврати достојанство и побољша положај школских библиотекара.
Однос према библиотекама увелико показује циљеве које је пред себе поставило једно друштво. Савремени свет почива на информацијама па се увелико говори о друштву знања у којем процес учења није више везан само за базично школовање или школски час, него је доживотан. Јасно је да у таквом свету библиотеке постају, сервиси у којима се тај процес обавља или га потпомажу, места са којих се знањем управља.

### Циљеви друштва
- подизање квалитета школског библиотекарства у основним, средњим и школама ученика са посебним потребама;
- подстицање стручног унапређења библиотечке делатности и њено промовисање у јавности;
- перманентно образовање и стручно усавршавање (преко семинара, саветовања, стручних скупова и стручних екскурзија);
- стимулисање креативног рада наградама и признањима; сарадња с другим истородним или сличним асоцијацијама у земљи; учешће у дискусији око припреме законских прописа о школским библиотекама и библиотекарима, као и око других нормативних аката и стандарда везаних за пословање и рад школских библиотекара;
- заштита професионалне етике у библиотечкој делатности;
- сарадња с надлежним државним телима, стручним организацијама и установама по свим важним питањима из подручја школског библиотекарства;
- заступљеност у Националном просветном савету;
- чланство у међународним библиотечким асоцијацијама и удружењима; остваривање посебних интереса чланства и осталих заинтересованих у пословима унапређивања, организације и провођења годишњег плана и програма рада школских библиотека на свим нивоима, у складу са Статутом.

### Задаци друштва
- расправа о актуелним питањима из области савремене библиотекарске теорије и праксе, посебно она питања везана за програм библиотекарског васпитања и образовања ученика, као и активно учествовање школске библиотеке у настави;
- подстицање научно-истраживачког приступа техничко-технолошким достигнућима на подручју школског библиотекарства;
- организација стручних саветовања, семинара и екскурзија, радионица и предавања у вези с питањима развоја школског библиотекарства и активног учешћа школске библиотеке у савременој школи;
- пружање стручне помоћи члановима ДШБС у пословима организације и остваривању задатака школске библиотеке кроз примену нових метода у стицању знања и нових технологија које прате њихов развој;
- подстицање и развијање сарадње с Министарством просвете и спорта (и другим струковним министарствима), заводима и друштвима којима је циљ унапређење образовно васпитног процеса, у чијем раду активно учествује и школска библиотека;
- давање иницијативе и предлога за израду приручника, часописа и осталих дидактичких средстава;
- подржавање стандарда просторних и материјалних услова за савремену школску библиотеку;
- пружањем стручне помоћи школским библиотекарима – приправницима.

## Часопис “Школски библиотекар”
Друштво је почело са издавањем Билтена који је излазио искључиво у штампаном облику, двапут годишње: за годишњу скупштину(мај) и пред Дан школских библиотекара(крај октобра, почетак новембра). 
У периоду од 2007. до 2009. године објављено је укупно пет бројева Билтена.
Након паузе, часопис почиње да излази у електронској форми, у јуну и децембру, под називом “Школски библиотекар”. 
Први (нулти) број издат је у мају 2011. године, а до сада је објављено дванаест бројева.

## Награда “Мина Караџић”
По свом оснивању, на састанку Управног одбора одржаног 3. маја 2007. године једногласно је усвојен предлог Друштва школских библиотекара Србије да се установи награда „Мина Караџић“ (додељивала се сваке године до 2012)
Уручује се најуређенијој библиотеци основних, најуређенијој библиотеци средњих школа, као и најбољем библиотекару основне и средње школе. 
Истовремено би и библиотеке награђених библиотекара добиле повељу и симболичну награду, а за библиотекаре је предложена новчана награда.
Од 2013. године додељује се једна награда, и то најбољем школском библиотекару.
Додељује се на свечаности поводом Дана школских библиотекара – последњег понедељка у октобру. Свечаност организује школа чија је библиотека или библиотекар награђен у претходној години. Откако Друштво школских библиотекара Србије организује Смотру стваралаштва школских библиотекара, награда се додељује у оквиру Смотре.

## Пројекти

### Оштро перце
Друштво школских библиотекара Србије реализовало је пројекат под називом Оштро Перце за ученике свих разреда основних и средњих школа.
Пројекат Оштро Перце започео је као Оштро перо у ОШ „Ратко Митровић“ током школске 2010/2011. године. Наредне, 2011/2012. године, прерастао је у међушколско такмичење за ученике од петог до осмог разреда шест београдских школа, и реализаван је у комбинацији традиционалног и електронског учења. 
Пројекат је постигао одличне резултате управо у области подстицања читања, у појединим школама пројектом је обухваћено више од половине ученика од петог до осмог разреда, а број прочитаних књига се повећао два пута у односу на претходне године.

#### Пројекат као део програма рада библиотекара
Оштро Перце препознаје важну улогу библиотека и библиотекара у подстицању и промоцији читања, као и у развијању информационе, медијске и информатичке писмености ученика. Пројекат подстиче сарадњу библиотекара и наставника на остваривању циљева, исхода и постигнућа образовања и васпитања. Такође, подстиче сарадњу школске и јавне библиотеке и школе и институција културе, посебно у вези са организацијом културних активности у локалној средини, промоцијом читања и промоцијом радова ученика и резултата пројекта.
Школски библиотекари у договору са наставницима и јавном библиотеком могу прилагодити активности својим потребама и могућностима и тако остварити циљеве пројекта на најбољи начин. Избор наслова за одређени узраст може бити и другачији од предложеног, осим за израду радова који учествују у такмичарском делу на националном нивоу.
Аутори пројекта су Анђелка Танчић-Радосављевић и Слађана Галушка.

### Читалићи
Пројекат Читалићи започет је 2013. године у Алексинцу, у сарадњи ОШ “Вожд Карађорђе” и јавне библиотеке “Вук Караџић”.
Већ прве године, пројекат је био веома успешан, а наредне године придружиле су се школе и библиотеке из целе Србије. 
Пројекат је подржало и Друштво Школских Библиотекара Србије, 2014. године, са жељом да се удруженим снагама врате деци књиге у руке и тиме им отворе врата нових и бескрајних светова.